# Paulinus Chukwuemeka Ezeokafor

Paulinus Chukwuemeka Ezeokafor (Nanka, Anambra, 13 de setembro de 1952) é um ministro nigeriano e bispo católico romano de Awka.
Paulinus Chukwuemeka Ezeokafor frequentou a St. Anthony's Elementary School em Nanka de 1959 a 1966 e depois o All Hallows Minor Seminary em Onitsha. De 1976 a 1979 estudou filosofia no seminário de Ikot Ekpene e de 1979 a 1984 teologia católica no Seminário Maior Bigard Memorial em Enugu. Ezeokafor foi ordenado diácono em 18 de dezembro de 1982 e foi ordenado sacerdote em 30 de junho de 1984 pelo Bispo de Awka, Albert Kanene Obiefuna.
De 1984 a 1988, Ezeokafor serviu primeiro como vigário paroquial e depois como pároco da paróquia All Hallows em Awgbu. Ele também foi capelão militar e notário no tribunal da igreja diocesana de 1984 a 1992. Em 1992 Paulinus Chukwuemeka Ezeokafor foi enviado a Roma para estudos posteriores, onde recebeu recebeu seu doutorado em teologia moral, em 1995, com sua tese O ensinamento social da Igreja sobre justiça e sua relevância para a Nigéria na Pontifícia Universidade de Santa Croce. Depois de retornar à sua terra natal, tornou-se Reitor do Seminário Menor de São Domingos Sávio em Akpu.
Em 20 de janeiro de 2007, o Papa Bento XVI o nomeou ao bispo auxiliar de Awka e ao bispo titular de Tetci. O núncio apostólico na Nigéria, Dom Renzo Fratini, o ordenou bispo em 28 de abril do mesmo ano; Os co-consagradores foram Valerian Okeke, Arcebispo de Onitsha, e Solomon Amanchukwu Amatu, Bispo de Okigwe. Seu lema Caritas mea cum omnibus vobis in Christo Jesu ("Meu amor está com todos vocês em Cristo Jesus") vem de 1 Cor 16:24. Em abril de 2010, Paulinus Chukwuemeka Ezeokafor tornou-se também Administrador Apostólico da Diocese de Awka.
Papa Bento XVI nomeou-o Bispo de Awka em 8 de julho de 2011.